# 보타이 문화
보타이 문화(Botai culture)는 기원전 3700~3100년경으로 비정되는 중앙아시아 북부의 고고학적 문화이다. 1980년에 처음 정착지 흔적이 발견된 카자흐스탄의 보타이(Ботай) 마을에서 이름을 땄다. 이외에 주요 유적으로 크라스니야르(Krasnyi Yar)와 바실콥카(Vasilkovka)가 있다.
보타이 유적지는 이심강의 지류인 이만부를리크강(Иманбурлык)에 있다. 유적지에서는 최소 153개의 움집(pit-house)가 발견되었는데, 현재도 진행 중인 강의 침식작용과 삼림지역 관리로 인해 일부 훼손되었다.

## 상세
보타이 문화는 다양한 사냥감을 잡고 살던 유랑성 수렵채집민 생활 방식에서 말고기에 주로 의존하는 정주 생활 방식으로 전환되면서 나타났다. 보타이 정착지는 움집 형태로 구성되었고 비교적 크고 영구적이었는데, 가장 큰 정착지는 보타이의 표지 유적으로 160채가 넘는 집이 발견되었다. 지금까지 발견된 말 사육의 가장 이른 증거가 보타이 문화 인구와 연관되어 있다. 보타이 정착지 안팎에서 엄청난 양의 말 뼈가 발견되었는데, 이는 보타이 사람들이 말을 키우거나 길들이기까지 했음을 시사한다. 고고학적 자료에 따르면 보타이 집단은 정주 목축민이었고 개도 길들였다.